# FDGB-Pokal
FDGB-Pokal var en utslagsturnering i fotboll för klubblag i Östtyskland. Turneringen grundades 1949 och komma att spelas fram till 1991. Lag från den Östtyska högsta ligan, Oberliga och andraligan, DDR-Liga, kvalificerade sig automatiskt till turneringen. Resterande lagen kvalificerade sig genom de regionala turneringarna i de olika DDR-distrikten. Från och med 1975 spelades alla finaler i Berlin på Stadion der Weltjugend. Vinnaren av turneringen kvalificerade sig till Europeiska cupvinnarcupen.
Rekordmästare är 1 FC Magdeburg och Dynamo Dresden med sju cupsegrar var. Den sista segraren var Hansa Rostock som vann cuppen säsongen 1990–1991. Östtyskland hade, då finalen spelades i juni 1991, redan upphört att existera som stat den 3 oktober 1990.

## Statistik
| Lag                                        | Segrar | År                                       |
| ------------------------------------------ | ------ | ---------------------------------------- |
| SC Aufbau / 1. FC Magdeburg                | 7      | 1964, 1965, 1969, 1973, 1978, 1979, 1983 |
| SV DVP / SG / 1. FC Dynamo Dresden         | 7      | 1952, 1971, 1977, 1982, 1984, 1985, 1990 |
| 1. FC Lokomotive Leipzig                   | 4      | 1976, 1981, 1986, 1987                   |
| SC Motor Jena / FC Carl Zeiss Jena         | 4      | 1960, 1972, 1974, 1980                   |
| BSG Motor / BSG Sachsenring Zwickau        | 3      | 1963, 1967, 1975                         |
| SC Dynamo Berlin / BFC Dynamo              | 3      | 1959, 1988, 1989                         |
| SC Chemie Halle-Leuna / SC Chemie Halle    | 2      | 1956, 1962                               |
| ZSK / FC Vorwärts Berlin                   | 2      | 1954, 1970                               |
| SC Lokomotive Leipzig / BSG Chemie Leipzig | 2      | 1957, 1966                               |
| BSG Waggonbau Dessau                       | 1      | 1949                                     |
| BSG EHW Thale                              | 1      | 1950                                     |
| SC Wismut Karl-Marx-Stadt                  | 1      | 1955                                     |
| SC Einheit Dresden                         | 1      | 1958                                     |
| 1. FC Union Berlin                         | 1      | 1968                                     |
| FC Hansa Rostock                           | 1      | 1991                                     |